# Eccoilopus
Eccoilopus es un género de plantas herbáceas de la familia de las poáceas. Es originario de Asia.
Algunos autores lo consideran un sinónimo del género Spodiopogon.

## Especies
- Eccoilopus andropogonoides Steud.
- Eccoilopus bambusoides Keng f.
- Eccoilopus cotulifer (Thunb.) A. Camus
  - Eccoilopus cotulifer var. cotulifer
    - Eccoilopus cotulifer subsp. cotulifer

  - Eccoilopus cotulifer var. densiflorus Ohwi
    - Eccoilopus cotulifer subsp. densiflorus (Ohwi) T. Koyama

  - Eccoilopus cotulifer var. sagittiformis Ohwi
- Eccoilopus formosanus (Rendle) A. Camus
  - Eccoilopus formosanus var. formosanus
  - Eccoilopus formosanus var. tohoensis (Hayata) Honda
- Eccoilopus hookeri (Hack.) Grassl
- Eccoilopus longisetosus (Andersson) Grassl
- Eccoilopus taiwanicus Honda
- Eccoilopus tohoensis (Hayata) A. Camus